# Hans Schabes
Hans Schabes (* 5. Dezember 1883 in Wien, Österreich-Ungarn; † 12. Mai 1960 ebenda) war ein österreichischer Politiker (SPÖ).

## Leben
Nach fünf Klassen Volksschule und einer Klasse Bürgerschule erlernte Hans Schabes den Beruf des Maschinenschlossers. 1907 wurde er jedoch Polizeibeamter in Wien. Er war es danach 27 Jahre lang, bis 1934. Zuletzt bekleidete er den Rang eines Revierinspektors.
Im Mai 1927 zog er als sozialdemokratisches Mitglied in den Bundesrat ein, dem er danach bis Februar 1934 angehören sollte.
Im Jahr 1934 emigrierte Schabes in die Tschechoslowakei. Hier leitete er bis 1936 das vom Auslandsbüro der österreichischen Sozialisten gegründete Flüchtlingsstelle. 1939 floh Schabes nach Großbritannien, wo er bald Mitglied im Londoner Büro der österreichischen Sozialisten wurde. Auch war er Mitglied in Young Austria, einer der bedeutendsten Emigrantenorganisationen Österreichs während der Zeit des Zweiten Weltkriegs.
Hans Schabes kehrte 1946 nach Österreich zurück. Hier wurde er noch im selben Jahr erneut Polizeibeamter. 1949 wurde er in den Rang eines Oberstleutnants erhoben.